# تاریخ عواطف و هیجانها
تاریخ عواطف و هیجان‌ها (انگلیسی: History of human emotions) حوزه‌ای نسبتاً جدید از مطالعات تاریخی است که به چگونگی شکل گرفتن، تحول و گسترش عواطف انسانی در جوامع، دوران و مقاطع مختلف تاریخی می‌پردازد؛ زیرا هر چند واکنش‌های عاطفی یا هیجانی مانند غم، ترس، خشم و شادی ریشه در دستگاه عصبی و جسم انسان دارند اما شکل تظاهر و ابرازشان به شدت تحت تأثیر آموخته‌های فرهنگی بوده و هست. پژوهشگران در این حوزه به ردیابی تغییر هنجارها و عادات و عواطف در اسنادی مانند نامه‌های خصوصی، مجلات، زندگی‌نامه‌ها و خاطرات افراد عادی و شخصیت‌های تاریخی و دیگر منابع تاریخی پرداخته و یافته‌های خود را تحلیل می‌کنند. از آغاز قرن بیستم میلادی، طیف گسترده‌ای از شیوه‌های رویکرد به این حوزه از تاریخ، همراه و در کنار پژوهشگران و نویسندگانی همچون لوسین فور و پیتر گی، در حال تشکیل و تکمیل است.

## پیشینه
هر چند جوانب عاطفی رویدادهای تاریخی هرگز نادیده گرفته نشده و حتی در حوزه‌های غیر تخصصی، مانند رمان و داستان و نمایشنامه و دیگر هنرها از جمله نقاشی، گاه محور قرار گرفته‌اند و توجه بسیاری را به خود جلب کرده‌اند، اما تا پیش از قرن ۲۰م، کمتر مورخی به صورت جدی و متمرکز به مطالعه نقش احساسات در عرصه تاریخ پرداخته‌است. صرف نظر از تلاش‌های پراکنده گمنام، در واقع اولین شخصیت‌های به نام و دارای اعتبار علمی که پا به این عرصه گذاشته و توجه محافل علمی تاریخ را به نقش مهم عواطف و هیجان‌های بشری در سیر حوادث تاریخی جلب کردند نویسندگانی همچون لوسین فور با طرح این سؤال که «چگونه زندگی عاطفی گذشته را بازسازی کنیم؟». و یا مورخانی نظیر پیتر گی و آثارش مانند «ویکتوریا تا فروید» بودند.
نگاه تاریخی به عواطف و هیجان‌های بشری بر این اصل استوار است که نه تنها شیوه ابراز و تظاهر، بلکه تا حد زیادی شکل‌گیری عواطف و هیجان‌های انسانی نتیجه آموخته‌های فرهنگی است و به مثابه بخشی از فرهنگ یک ملت همراه با سیر تحولات تاریخی دچار تغییر و تحول بوده و هست.